# Awaruit
Awaruit ist ein eher selten vorkommendes Mineral aus der Mineralklasse der „Elemente“ (einschließlich natürliche Legierungen bzw. intermetallische Verbindungen sowie Carbide, Nitride, Phosphide und Silicide) mit der chemischen Zusammensetzung FeNi3 und gehört damit zu den natürlichen Eisen-Nickel-Legierungen.
Awaruit kristallisiert im kubischen Kristallsystem und findet sich meist in Flussseifen in Form von Kieseln, Körnern oder Flocken. Selten entwickelt das Mineral auch Kristalle bis etwa vier Millimeter Länge.

## Etymologie und Geschichte
Awaruit erhielt seinen Namen fälschlicherweise nach dem Fluss Awarua River bzw. Awarua Bay, die in der Region West Coast auf der Südinsel von Neuseeland liegen. Dort wurde das Mineral jedoch nie gefunden, sondern erstmals in den Alluvialsanden des Gorge River und später auch „in situ“ (am Entstehungsort) im Serpentinit aus dem gleichen Tal. Die Analyse und Erstbeschreibung erfolgte 1885 durch William Skey.
Typmaterial des Minerals wird im Geological Survey von Neuseeland in Lower Hutt (Nordinsel) unter der Katalog-Nr. P21969 aufbewahrt.

## Klassifikation
Die strukturelle Klassifikation der International Mineralogical Association (IMA) zählt den Awaruit zur Gruppe der nicht stöchiometrischen Einfachperowskite mit unbesetzter B-Position in der Perowskit-Supergruppe. Hier bildet er zusammen mit Auricuprid, Tomamaeit, Atokit, Olgafrankit, Sidorovit, Chengdeit, Isoferroplatin, Rustenburgit, Yixunit und Zvyagintsevit die Auricuprid-Untergruppe.
In der veralteten, aber teilweise noch gebräuchlichen 8. Auflage der Mineralsystematik nach Strunz gehörte der Awaruit zur Mineralklasse der „Elemente einschließlich natürliche Legierungen bzw. intermetallische Verbindungen sowie Carbide, Nitride, Phosphide und Silicide“ und dort zur Abteilung der „Metalle und intermetallischen Legierungen (ohne Halbmetalle)“, wo er zusammen mit Jedwabit, gediegen Nickel, Taenit und Tetrataenit die „Nickel-Reihe“ I/A.08 bildete.
Die seit 2001 gültige und von der International Mineralogical Association (IMA) verwendete 9. Auflage der Strunz’schen Mineralsystematik ordnet den Awaruit ebenfalls in die Abteilung der „Metalle und intermetallische Verbindungen“ ein. Diese ist allerdings weiter unterteilt nach der Zugehörigkeit der beteiligten Metalle zu bestimmten Element-Familien, so dass das Mineral entsprechend seiner Zusammensetzung in der Unterabteilung „Eisen-Chrom-Familie“ zu finden ist, wo es als einziges Mitglied die unbenannte Gruppe 1.AE.20 bildet.
Auch die vorwiegend im englischen Sprachraum gebräuchliche Systematik der Minerale nach Dana ordnet den Awaruit in die Klasse der „Elemente“ und dort in die gleichnamige Abteilung ein. Hier ist er in der „Eisen-Nickelgruppe“ mit der System-Nr. 01.01.11 innerhalb der Unterabteilung „Elemente: metallische Elemente außer der Platingruppe“ zu finden.

## Kristallstruktur
Awaruit kristallisiert kubisch in der Raumgruppe Pm3m (Raumgruppen-Nr. 221) mit dem Gitterparameter a = 3,59 Å sowie einer Formeleinheiten pro Elementarzelle.

## Bildung und Fundorte
Awaruit wird vorwiegend in alluvialen Seifen-Lagerstätten entdeckt, bildet sich aber ursprünglich aus serpentinisierten Peridotiten und Ophiolithen. Selten findet er sich auch in Meteoriten. Als Begleitminerale treten in Seifen unter anderem Gold und Magnetit; in Peridotiten Kupfer, Heazlewoodit, Pentlandit, Violarit, Chromit und
Millerit und in Meteoriten vorwiegend Kamacit, Allabogdanit, Schreibersit und Graphit auf.
Als eher seltene Mineralbildung kann Awaruit an verschiedenen Fundorten zum Teil zwar reichlich vorhanden sein, insgesamt ist er aber wenig verbreitet. Weltweit sind bisher (Stand 2016) rund 150 Fundorte für Awaruit bekannt. In Neuseeland wurde das Mineral neben seiner Typlokalität Gorge River auf der Südinsel noch an den Flüssen Cascade River, Hope River und Jerry River sowie in den Gesteinen des Red Mountain und auf der Nordinsel im Meteoriten Mokoia in der Region Taranaki entdeckt.
In Österreich fand man Awaruit unter anderem in einem Serpentinit-Steinbruch bei Griesserhof im Gebiet um Friesach und Hüttenberg in Kärnten sowie in Gams bei Hieflau und der Gemeinde Kraubath an der Mur in der Steiermark.
In der Schweiz kennt man das Mineral bisher aus den Serpentiniten von der Tot Alp nahe Davos, aus Quadrada im Val Poschiavo im Kanton Graubünden, aus nickelhaltigen Peridotiten im Val Boschetto nahe Palagnedra im Kanton Tessin und den Serpentiniten der Riffel Alp nahe Zermatt im Kanton Wallis.
Weitere Fundorte liegen unter anderem in der Antarktis (Meteorit Belgica 7904), Argentinien (Meteoriten und Serpentinite), Äthiopien (Chromitite), Australien (Serpentinitlagerstätten), Brasilien (Meteorit), Australien (Seifen, Serpentinite), China (Cu-Ni-Lagerstätten, Ophiolithe, Meteorite), Costa Rica, Dominikanische Republik (Serpentinite), Finnland, Frankreich (vorwiegend Serpentinite), Griechenland (Ophiolithe, Serpentinite), Grönland (Cape York Meteorit), Indien (Ultramafit, Meteorit), Indonesien, Italien (Seifen, Serpentinite, Meteorite), Jamaika, Japan, Kuba (Chromitite), Marokko, Mexiko (Allende-Meteorit), Neukaledonien, Norwegen (Serpentinite), Oman (Mondmeteorit Dhofar 925), Pakistan (Serpentinite), Polen (Morasko-Meteorit), Rumänien, Russland (Ni-Lagerstätten, Meteoriten), Saudi-Arabien (South-Dahna-Meteorit), Schweden (Mn-Fe-Lagerstätte Långban), Simbabwe (Seifen), der Slowakei (Serpentinite), Südafrika, Trinidad and Tobago (Serpentinite), der Türkei (Ophiolithe, Chromitite), der Ukraine (Krymka-Meteorit), Ungarn (Kaba-Meteorit), im Vereinigten Königreich und den Vereinigten Staaten von Amerika.
Auch in Gesteinsproben vom Mond, genauer aus dem Mondkrater Fra Mauro, konnte Awaruit neben anderen Mineralen nachgewiesen werden.